# Doggy
Doggy AB (tidigare Lantmännen Doggy) är ett företag i Vårgårda som sedan 1903 tillverkar hund- och kattmat. De var först i världen med att sälja konserverad kattmat i Tetra Recart.
Aron Heyman köpte Vårgårda herrgård 1859 och inledde satsningen på kvarnverksamhet som senare ledde fram till tillverkningen av Doggy hundfoder.
Under 2015 sålde Lantmännen företaget till investmentbolaget NDX.

## Fotnoter
1. ↑  ”Pressmeddelande” från Doggy AB, 2005
2. ↑  ”150 år på anrika Vårgårda Herrgård”. Arkiverad från originalet den 20 juni 2015. https://web.archive.org/web/20150620161910/http://www.alingsastidning.se/2009/11/150-ar-pa-anrika-vargarda-herrgard/. Läst 20 juni 2015.
3. ↑  ”Lantmännen säljer Doggy till litauiska NDX”. ATL. 2 juli 2015. Arkiverad från originalet den 23 september 2018. https://web.archive.org/web/20180923124305/https://www.atl.nu/lantbruk/lantmannen-saljer-doggy-till-litauiska-ndx/. Läst 23 september 2018.